# Voyage à Rio
Pour plus de détails, voir Fiche technique et Distribution.
Voyage à Rio (Nancy Goes to Rio)  est un film musical américain de Robert Z. Leonard, sorti en 1950.

## Synopsis
La jeune actrice Nancy Barclay (Jane Powell) est la fille de Frances Elliot (Ann Sothern), la grande actrice du moment, et arrive à Rio de Janeiro en vue d'être choisie comme la star d'une nouvelle production. Mais elle ne sait pas que sa mère prévoit de faire de même. De plus, la mère et la fille sont éprises de l'élégant Paul Berten (Barry Sullivan), autre sujet de  concurrence entre elles. 

## Fiche technique
- Titre français:  Voyage à Rio
- Titre original : Nancy Goes to Rio
- Réalisateur : Robert Z. Leonard
- Production : Joe Pasternak
- Société de production et de distribution : MGM
- Scénario : Sidney Sheldon d'après une histoire de Jane Hall, Frederick Kohner et Ralph Block
- Directeur musical : George Stoll
- Musique : Conrad Salinger et George Stoll (non crédités)
- Chorégraphie : Nick Castle
- Directeur de la photographie : Ray June
- Montage : Adrienne Fazan
- Direction artistique : Cedric Gibbons et Jack Martin Smith
- Décorateur de plateau : Edwin B. Willis
- Costumes : Helen Rose
- Pays d'origine : États-Unis
- Format : Couleurs (Technicolor) - Son : Mono (Western Electric Sound System)
- Durée : 100 minutes
- Genre : Film musical, comédie
- Dates de sortie : 
  - États-Unis : 10 mars 1950
  - France : 9 novembre 1951 (Paris)

## Distribution
- Ann Sothern : Frances Elliott
- Jane Powell : Nancy Barklay
- Barry Sullivan (VF : Gérard Ferrat) : Paul Berten
- Carmen Miranda (VF : Lita Recio) : Marina Rodrigues
- Louis Calhern (VF : Jacques Berlioz) : Gregory Elliott
- Scotty Beckett : Scotty Sheridan
- Fortunio Bonanova : Ricardo Domingos
- Glenn Anders (VF : Louis Arbessier) : Arthur Barrett
- Nella Walker (VF : Jacqueline Morane) : Mme Harrison
- Hans Conried : Alfredo
- Frank Fontaine (en) : Le Broyeur

Acteurs non crédités
- Leon Belasco : Professeur Gama
- Teresa Celli : Réceptionniste
- Cy Kendall : Capitaine Ritchie
- Bando da Lua : Bando da Lua
- Merrill McCormick : Invité de la fête

## Autour du film
Brûlante recréation de la comédie musicale La Douce Illusion (It's a Date, 1940) avec Deanna Durbin, Voyage à Rio est scénarisé par Sidney Sheldon, auteur renommé de plusieurs classiques de la littérature. Forte présence également de la célèbre Carmen Miranda qui joue Marina Rodrigues, mettant en avant des performances exceptionnelles dans ce film.